# 六浦
六浦（むつうら、むつら）は、神奈川県横浜市金沢区にある地名。かつては武蔵国久良岐郡に属し、江戸湾の港町として栄えた。現在は「むつうら」と呼ばれているが、以前は「むつら」と呼ばれ、中世の文書には「六面」・「六連」とも書かれた。
本項では、隣接する六浦町（むつうらちょう）についてもあわせて述べる。住居表示は六浦町が未実施区域、六浦が実施済み区域。

## 地理
横浜市の最南端に位置し、南東は横須賀市、南西は逗子市に隣接する。中部・北部は六浦1~5丁目、東部は六浦東1~3丁目、南部は六浦南1~5丁目として住居表示が実施され、南西部の六浦町は住居表示未実施である。住居表示未実施の「六浦町」は霊園などがあり、人口は0である。東西に侍従川が流れ、平潟湾にそそぐ。南北に国道16号、六浦交差点より西に県道原宿六ツ浦線が通り、県道の西六浦交差点より南西に県道金沢逗子線が伸びる。西側を南北に横浜横須賀道路が通過するが、町内にインターチェンジはない。鉄道は国道沿いに京急本線の金沢八景駅があり、金沢逗子線沿いに京急逗子線が通り、逗子線六浦駅と横須賀市にある追浜駅などが利用される。

### 面積
面積は以下の通りである。
| 丁目       | 面積（km²） |
| ---------- | ----------- |
| 六浦一丁目 | 0.205       |
| 六浦二丁目 | 0.235       |
| 六浦三丁目 | 0.298       |
| 六浦四丁目 | 0.154       |
| 六浦五丁目 | 0.258       |
| 六浦 計    | 1.150       |
|            |             |
| 六浦町     | 0.667       |

### 地価
住宅地の地価は、2025年（令和7年）1月1日の公示地価によれば、六浦1-6-3の地点で23万円/m²、六浦5-28-23の地点で17万円/m²となっている。

## 歴史

### 古代
古くは六浦荘という荘園が設置され、国衙（こくが）や郡衙の支配を受けない私有地であった。六浦・金沢・釜利谷・富岡が4郷から成り立っていた。当初の領家は仁和寺（皇族の門跡寺院領）であったとみられている。現在も真言宗御室派の寺院が東国では珍しく金沢区内に分布している。保元2年（1157年）に源義朝から恩賞として常陸国の那珂実経（大中臣実経）に六浦荘が与えられ領主になったとされている。

### 中世
治承4年（1180年）、源頼朝は伊豆で挙兵した際に加護をもらった伊豆三島明神をこの地に勧請し、瀬戸神社の社殿を建立した。文治年間（1185～1190年）に頼朝は浄願寺を六浦山中(後の三分山、御伊勢山、権現山地域)に建立した。それは上行寺東遺跡であるとみられている。
その後、和田氏を経て金沢流北条氏が領主となった。『吾妻鏡』によれば、仁治2年4月5日（1241年5月17日）、鎌倉幕府執権北条泰時は鎌倉と六浦を結ぶ道の開削を命じた。それが六浦道（朝夷奈切通）である。
海路を通して房総半島などと鎌倉の玄関口となっていた。近隣の浦郷榎戸湊などより鎌倉との交通便などの地の利が良く発展したと見られる。中世においては、現在の内陸地域である六浦川流域や手子神社・金沢文庫駅付近にまで入江、内海になっていたと推定されており、六浦には複数の津や湊に適した地があったとみられる。泰時がここに弟の実泰が配置した背景にはそうした事情があった。京都の四堺をまねて東の境が六浦に置かれた。隣接していたが山道によって鎌倉と隔たれた六浦は東方からの疫病や鬼などの邪悪なものを食い止める障壁として位置づけられた。津や湊のある入り組んだ地形は風光明媚な景勝地（後世の「金沢八景」）として広く知られるようになっていった。将軍九条頼経も安貞2年4月28日（1228年6月2日）に保養のために六浦に旅行している。また六浦は明治まで塩田があったことでも知られていた。
実泰の子・北条実時は金沢に別邸を置いた。それが称名寺と金沢文庫の前身になった。
北条貞顕が嘉元3年（1305）ごろ竣工させた瀬戸橋により内海に隔てられた六浦と金沢が陸路でつながった。
鎌倉幕府滅亡後は足利氏の支配下に入るが、その支配を巡って鎌倉府（鎌倉公方）と関東管領上杉氏は度々衝突した。上杉憲方の配下とされる大喜光昌は、応永年間における六浦の支配者であるとともに対岸の安房守護代を兼ねていた上杉家中の実力者であった。その後、鎌倉公方足利持氏が簗田助良（官途名より房総方面に拠点を有していた簗田満助と同一人とも言われている）に称名寺の保護を命じたり、永享の乱に敗れた際に同寺に逃れているのも、六浦を経由して房総方面との連絡を維持しようとしたからだと言われている。享徳の乱によって上杉氏が鎌倉を占領した後、鎌倉とともに六浦を支配したのは太田道灌であったとされている。道灌が六浦を直接支配した証拠はない（恐らく、代官による統治であったとされる）ものの、現地に道灌にまつわる伝説が伝わっているのもこの時期の六浦が太田氏とその主家である上杉氏の影響を強く受けていたからだと考えられている。入江への土砂の堆積が徐々に進み、みなとの機能が内海から外側の洲崎や瀬ケ崎に限られてきたり、品川湊などの隆盛などによって戦国時代に入ると衰微したとされているが、実際には江戸時代初頭まで都市としての姿が続いたと考えられている。特に房総方面と鎌倉を結ぶ経路は六浦あるいはその外側の洲崎を経由した海上交通に依存するところが大きかった。安房の里見義豊が鎌倉攻撃時に併せて六浦を襲撃したり、上総国の真里谷信隆が再起を期すために金沢に落ち延びたのも六浦が房総と武蔵・相模方面を結ぶ要所であったからである。なお、豊臣秀吉の小田原征伐の際に細川幽斎が六浦を訪れている。

### 近世以降
六浦(鎌倉)の都市としての政治経済の役割は江戸に移り衰退した。沢庵宗彭がこの地を訪れた際には寒村と化していたとされている。後に六浦藩の藩庁が設置されたものの、江戸に近い観光地という側面「金沢八景」以外では目立たなくなった。
また浦賀奉行所への通過点となった。（浦賀道）
　
明治初年に社家分村(元瀬戸神社領)、寺分村(元常福寺領)、平分村が合併して、久良岐郡三分村が成立。
明治22年（1889年）の市町村制施行の際、釜利谷村および泥亀新田飛地と合併して久良岐郡六浦荘村大字三分となる。
昭和11年（1936年）に横浜市に編入し、磯子区六浦町となる。同23年（1948年）金沢区は磯子区から分離独立し、金沢区六浦町となる。
昭和5年（1930年）に湘南電気鉄道が開通し、翌年に京浜電鉄（後の京浜急行電鉄）と相互乗り入れ（後に合併）してから、東京・横浜に向かう人々のベッドタウンとなった。また、隣接する横須賀港の軍港化の進展に伴い、瀬ケ崎付近（現在の関東学院付近）が埋立造成され、昭和16年（1941年）に海軍航空技術廠の工員養成所が、現在の瀬戸には海軍航空技術廠支廠が設置された。その寮や住宅の建設により市街化が進んだ。
昭和55年（1980年）一部を大道および東朝比奈として分離。

## 世帯数と人口
2025年（令和7年）6月30日現在（横浜市発表）の世帯数と人口は以下の通りである。なお、六浦町の人口は0人である。
| 丁目       | 世帯数    | 人口     |
| ---------- | --------- | -------- |
| 六浦一丁目 | 1,359世帯 | 2,125人  |
| 六浦二丁目 | 1,101世帯 | 2,156人  |
| 六浦三丁目 | 1,656世帯 | 3,327人  |
| 六浦四丁目 | 1,172世帯 | 1,893人  |
| 六浦五丁目 | 1,302世帯 | 2,352人  |
| 計         | 6,590世帯 | 11,853人 |

### 人口の変遷
国勢調査による人口の推移。
| 年                 | 人口   |
| ------------------ | ------ |
| 1995年（平成7年）  | 10,724 |
| 2000年（平成12年） | 10,457 |
| 2005年（平成17年） | 13,604 |
| 2010年（平成22年） | 13,050 |
| 2015年（平成27年） | 12,932 |
| 2020年（令和2年）  | 12,802 |

### 世帯数の変遷
国勢調査による世帯数の推移。
| 年                 | 世帯数 |
| ------------------ | ------ |
| 1995年（平成7年）  | 4,265  |
| 2000年（平成12年） | 4,382  |
| 2005年（平成17年） | 6,166  |
| 2010年（平成22年） | 6,138  |
| 2015年（平成27年） | 6,310  |
| 2020年（令和2年）  | 6,749  |

## 学区
市立小・中学校に通う場合、学区は以下の通りとなる（2024年11月時点）。
| 丁目       | 番地 | 小学校               | 中学校             |
| ---------- | --- | -------------------- | ------------------ |
| 六浦一丁目 | 全域 | 横浜市立六浦小学校   | 横浜市立六浦中学校 |
| 六浦二丁目 | 全域 | 横浜市立六浦小学校   | 横浜市立六浦中学校 |
| 六浦三丁目 | 1番1〜5号 1番6号(道路以東) 1番58号(道路以東) 1番59〜63号、4番〜5番5号 5番32〜34号、9番5号 10番〜18番34号、31番〜41番29号 41番31〜34号、42番 | 横浜市立六浦小学校   | 横浜市立六浦中学校 |
| 六浦三丁目 | 9番1〜4号・6〜18号 18番35号〜30番 41番30号・35号                                                                                            | 横浜市立高舟台小学校 | 横浜市立大道中学校 |
| 六浦三丁目 | その他 | 横浜市立大道小学校   | 横浜市立大道中学校 |
| 六浦四丁目 | 8番、14番 18〜25番 | 横浜市立大道小学校   | 横浜市立大道中学校 |
| 六浦四丁目 | その他 | 横浜市立六浦小学校   | 横浜市立六浦中学校 |
| 六浦五丁目 | 9〜16番、17番8〜16号 | 横浜市立大道小学校   | 横浜市立六浦中学校 |
| 六浦五丁目 | 1〜8番、17番1〜6号 18〜34番、35番5号〜38番18号 39〜40番                                                                                     | 横浜市立大道小学校   | 横浜市立大道中学校 |
| 六浦五丁目 | その他 | 横浜市立朝比奈小学校 | 横浜市立大道中学校 |
| 六浦町     | 2239番地、2270〜2271番地 2280番地、2284〜2387番地                                                                                           | 横浜市立朝比奈小学校 | 横浜市立大道中学校 |
| 六浦町     | その他 | 横浜市立六浦南小学校 | 横浜市立大道中学校 |

## 事業所
2021年（令和3年）現在の経済センサス調査による事業所数と従業員数は以下の通りである。
| 丁目       | 事業所数  | 従業員数 |
| ---------- | --------- | -------- |
| 六浦一丁目 | 77事業所  | 653人    |
| 六浦二丁目 | 36事業所  | 331人    |
| 六浦三丁目 | 41事業所  | 340人    |
| 六浦四丁目 | 62事業所  | 319人    |
| 六浦五丁目 | 78事業所  | 644人    |
| 計         | 294事業所 | 2,287人  |
|            |           |          |
| 六浦町     | 3事業所   | 25人     |

### 事業者数の変遷
経済センサスによる事業所数の推移。なお、六浦と六浦町の合算数となる。
| 年                 | 事業者数 |
| ------------------ | -------- |
| 2016年（平成28年） | 287      |
| 2021年（令和3年）  | 297      |

### 従業員数の変遷
経済センサスによる従業員数の推移。なお、六浦と六浦町の合算数となる。
| 年                 | 従業員数 |
| ------------------ | -------- |
| 2016年（平成28年） | 2,130    |
| 2021年（令和3年）  | 2,312    |

## 施設
- 横浜市立六浦小学校
- 金沢警察署六浦川交番
- 横浜市金沢消防署六浦消防出張所
- 六浦駅前郵便局

## その他

### 日本郵便
- 集配担当する郵便局と郵便番号は以下の通りである[17]。

| 町丁   | 郵便番号 | 郵便局         |
| ------ | -------- | -------------- |
| 六浦   | 236-0031 | 横浜金沢郵便局 |
| 六浦町 | 236-0032 | 横浜金沢郵便局 |

### 警察
町内の警察の管轄区域は以下の通りである。
| 丁目       | 番・番地等 | 警察署     | 交番・駐在所 |
| ---------- | ---------- | ---------- | ------------ |
| 六浦一丁目 | 全域       | 金沢警察署 | 六浦交番     |
| 六浦二丁目 | 全域       | 金沢警察署 | 六浦交番     |
| 六浦三丁目 | 全域       | 金沢警察署 | 六浦交番     |
| 六浦四丁目 | 全域       | 金沢警察署 | 六浦交番     |
| 六浦五丁目 | 全域       | 金沢警察署 | 六浦川交番   |
| 六浦町     | 全域       | 金沢警察署 | 六浦川交番   |